# Llista de monuments de Tarragona (centre)
Llista de monuments de Tarragona inclosos en l'Inventari del Patrimoni Arquitectònic Català corresponents al districte Part Alta de Tarragona. Inclou els inscrits en el Registre de Béns Culturals d'Interès Nacional (BCIN) amb la classificació de monuments històrics i els Béns Culturals d'Interès Local (BCIL) de caràcter arquitectònic.
Onze monuments arquitectònic i arqueològics romans formen part del conjunt arqueològic de Tàrraco, declarat Patrimoni de la Humanitat l'any 2000. Tot el terme municipal de Tarragona està protegit com a zona arqueològica, declarat BCIN l'any 1966 amb el codi RI-55-0000068. El nucli antic de Tarragona, en la part alta de la ciutat, està protegit com a conjunt històric declarat BCIN l'any 1966 amb el codi RI-53-0000073.

## Monuments Patrimoni de la Humanitat
| Monument                                   | Protecció                | Estil/època     | Localització                                   | Coordenades                                          | Codi?         | Imatge |
| ------------------------------------------ | ------------------------ | --------------- | ---------------------------------------------- | ---------------------------------------------------- | ------------- | --- |
| Pretori o Palau d'August, Castell de Pilat | PH BCIN 207-MH/206-CH-ZA | Gòtic Romà, XIV | Tarragona Pl. del Rei - C. de Sant Hermenegild | 41° 07′ 00″ N, 1° 15′ 29″ E / 41.116552°N,1.25803°E  | RI-51-0000325 | Pretori (Tarragona) · Vegeu més fotos d'aquest monument · Carregueu una nova foto d'aquest monument          |
| Voltes del circ                            | PH BCIN 209-MH/206-CH-ZA | Romà            | Tarragona Rambla Vella - Pg. de Sant Antoni    | 41° 06′ 58″ N, 1° 15′ 25″ E / 41.116117°N,1.257081°E | RI-51-0001451 | Voltes del Circ (Tarragona) · Vegeu més fotos d'aquest monument · Carregueu una nova foto d'aquest monument  |
| Muralles romanes                           | PH BCIN 213-MH/206-CH-ZA | Romà            | Tarragona Via de l'Imperi Romà - Av. Catalunya | 41° 07′ 07″ N, 1° 15′ 18″ E / 41.118676°N,1.255011°E | RI-51-0000037 | Muralles romanes (Tarragona) · Vegeu més fotos d'aquest monument · Carregueu una nova foto d'aquest monument |

## Monuments d'Interès Nacional
| Monument | Protecció             | Estil/època                           | Localització                                                     | Coordenades                                          | Codi?         | Imatge |
| --- | --------------------- | ------------------------------------- | ---------------------------------------------------------------- | ---------------------------------------------------- | ------------- | --- |
| Conjunt històric de Tarragona                                                                                      | BCIN 206-CH-ZA        | Romà, romànic                         | Tarragona                                                        | 41° 07′ 06″ N, 1° 15′ 27″ E / 41.118371°N,1.257527°E | RI-53-0000073 | Conjunt històric de Tarragona · Vegeu més fotos d'aquest monument · Carregueu una nova foto d'aquest monument           |
| Catedral de Tarragona                                                                                              | BCIN 214-MH/206-CH-ZA | Romànic, gòtic XII, XVI               | Tarragona Pla de la Seu                                          | 41° 07′ 09″ N, 1° 15′ 29″ E / 41.119167°N,1.258056°E | RI-51-0000086 | Catedral de Santa Maria (Tarragona) · Vegeu més fotos d'aquest monument · Carregueu una nova foto d'aquest monument     |
| Muralles i fortificacions de Tarragona (Fortí Negre, Portal de Sant Antoni, Portal del Roser, Torre de les Monges) | BCIN 4113-MH-ZA       | Medieval, XV                          | Tarragona Pg. Arqueològic, pg. Sant Antoni, via de l'Imperi Romà | 41° 07′ 06″ N, 1° 15′ 38″ E / 41.118335°N,1.26055°E  | IPA-40070     | Muralles i fortificacions de Tarragona · Vegeu més fotos d'aquest monument · Carregueu una nova foto d'aquest monument  |
| Museu Nacional Arqueològic de Tarragona                                                                            | BCIN 4174-MH          | Monumentalisme academicista XX (1942) | Tarragona Pl. del Rei - Pg. Sant Antoni                          | 41° 07′ 00″ N, 1° 15′ 31″ E / 41.116688°N,1.258503°E | RI-51-0001407 | Museu Nacional Arqueològic de Tarragona · Vegeu més fotos d'aquest monument · Carregueu una nova foto d'aquest monument |

## Monuments d'Interès Local
| Monument                                                                                 | Protecció | Estil/època                                       | Localització                                                   | Coordenades                                          | Codi?     | Imatge |
| ---------------------------------------------------------------------------------------- | --------- | ------------------------------------------------- | -------------------------------------------------------------- | ---------------------------------------------------- | --------- | --- |
| Capella de Sant Pau del Seminari                                                         | BCIL 2013 | Romànic XIII                                      | Tarragona Pati occidental del Seminari                         | 41° 07′ 13″ N, 1° 15′ 30″ E / 41.120196°N,1.258468°E | IPA-12377 | Capella de Sant Pau del Seminari (Tarragona) · Vegeu més fotos d'aquest monument · Carregueu una nova foto d'aquest monument                      |
| Capella de Santa Tecla la Vella                                                          | BCIL 2013 | Romànic XIII, XV                                  | Tarragona Dins de la Catedral                                  | 41° 07′ 11″ N, 1° 15′ 32″ E / 41.119632°N,1.258852°E | IPA-12378 | Capella de Santa Tecla la Vella (Tarragona) · Vegeu més fotos d'aquest monument · Carregueu una nova foto d'aquest monument                       |
| Església de Sant Llorenç                                                                 | BCIL 2013 | Obra popular XII                                  | Tarragona C. Sant Llorenç, 24                                  | 41° 07′ 09″ N, 1° 15′ 34″ E / 41.119186°N,1.259579°E | IPA-12379 | Església de Sant Llorenç (Tarragona) · Vegeu més fotos d'aquest monument · Carregueu una nova foto d'aquest monument                              |
| Església de Natzaret                                                                     | BCIL 2013 | Barroc XIII, XVI, XX                              | Tarragona Pl. del Rei, 1                                       | 41° 07′ 00″ N, 1° 15′ 28″ E / 41.116756°N,1.257784°E | IPA-12381 | Església de Nazareth (Tarragona) · Vegeu més fotos d'aquest monument · Carregueu una nova foto d'aquest monument                                  |
| Rambla Vella                                                                             | BCIL 2013 | XVIII                                             | Tarragona Rambla Vella                                         | 41° 06′ 57″ N, 1° 15′ 23″ E / 41.115827°N,1.256315°E | IPA-12383 | Rambla Vella (Tarragona) · Vegeu més fotos d'aquest monument · Carregueu una nova foto d'aquest monument                                          |
| Barri jueu                                                                               | BCIL 2013 | Obra popular XII                                  | Tarragona Pg. Sant Antoni, c. Santa Anna, c. d'en Talavera     | 41° 07′ 02″ N, 1° 15′ 32″ E / 41.117129°N,1.258847°E | IPA-12390 | Barri jueu (Tarragona) · Vegeu més fotos d'aquest monument · Carregueu una nova foto d'aquest monument                                            |
| Carrer de l'Enrajolat                                                                    | BCIL 2013 | Obra popular                                      | Tarragona C. de l'Enrajolat                                    | 41° 07′ 01″ N, 1° 15′ 25″ E / 41.116852°N,1.257036°E | IPA-12391 | Carrer de l'Enrajolat (Tarragona) · Vegeu més fotos d'aquest monument · Carregueu una nova foto d'aquest monument                                 |
| Plaça de l'Oli                                                                           | BCIL 2013 | Obra popular XIII                                 | Tarragona Pl. de l'Oli                                         | 41° 07′ 06″ N, 1° 15′ 33″ E / 41.118244°N,1.259292°E | IPA-12392 | Plaça de l'Oli (Tarragona) · Vegeu més fotos d'aquest monument · Carregueu una nova foto d'aquest monument                                        |
| Plaça de la Font                                                                         | BCIL 2013 | Neoclassicisme XIX Inici                          | Tarragona Pl. de la Font                                       | 41° 07′ 01″ N, 1° 15′ 18″ E / 41.117024°N,1.255124°E | IPA-12393 | Plaça de la Font (Tarragona) · Vegeu més fotos d'aquest monument · Carregueu una nova foto d'aquest monument                                      |
| Plaça de Sant Joan                                                                       | BCIL 2013 | Obra popular XIX                                  | Tarragona Pl. de Sant Joan                                     | 41° 07′ 09″ N, 1° 15′ 22″ E / 41.119236°N,1.256081°E | IPA-12394 | Plaça de Sant Joan (Tarragona) · Vegeu més fotos d'aquest monument · Carregueu una nova foto d'aquest monument                                    |
| Carreró de Sant Magí                                                                     | BCIL 198  | Obra popular XVI                                  | Tarragona Des de la pl. Santiago Rusiñol al c. Misser Sitges   | 41° 07′ 06″ N, 1° 15′ 25″ E / 41.118351°N,1.257039°E | IPA-12395 | Carreró de Sant Magí (Tarragona) · Vegeu més fotos d'aquest monument · Carregueu una nova foto d'aquest monument                                  |
| Escales de la Catedral de Tarragona, o Grasses de la Seu, Grasses de la Quartera         | BCIL 2013 | Obra popular XIV                                  | Tarragona Des del Pla de la Seu a la Pl. Santiago Rusiñol      | 41° 07′ 07″ N, 1° 15′ 27″ E / 41.118535°N,1.257607°E | IPA-12396 | Escales de la Catedral (Tarragona) · Vegeu més fotos d'aquest monument · Carregueu una nova foto d'aquest monument                                |
| Escales d'en Cavaller. o de Cavallers                                                    | BCIL 2013 | Obra popular XV                                   | Tarragona Entre c. Civaderia i c. del Vidre                    | 41° 07′ 08″ N, 1° 15′ 24″ E / 41.118805°N,1.256647°E | IPA-12397 | Escales d'en Cavaller (Tarragona) · Vegeu més fotos d'aquest monument · Carregueu una nova foto d'aquest monument                                 |
| Escales dels Sedassos                                                                    | BCIL 2013 | Obra popular XVII                                 | Tarragona Pl. Sedassos al c. dels Ferrers                      | 41° 07′ 02″ N, 1° 15′ 21″ E / 41.117199°N,1.255928°E | IPA-12398 | Escales dels Sedassos (Tarragona) · Vegeu més fotos d'aquest monument · Carregueu una nova foto d'aquest monument                                 |
| Escales de l'Arboç                                                                       | BCIL 2013 | Obra popular XVI                                  | Tarragona C. de l'Arboç                                        | 41° 07′ 04″ N, 1° 15′ 17″ E / 41.117761°N,1.254619°E | IPA-12399 | Escales de l'Arboç (Tarragona) · Vegeu més fotos d'aquest monument · Carregueu una nova foto d'aquest monument                                    |
| Carrer i arc de Toda                                                                     | BCIL 2013 | Obra popular XVI                                  | Tarragona Baixada del Roser, 21-23                             | 41° 07′ 07″ N, 1° 15′ 20″ E / 41.118749°N,1.25551°E  | IPA-12400 | Carrer i arc de Toda (Tarragona) · Vegeu més fotos d'aquest monument · Carregueu una nova foto d'aquest monument                                  |
| Passeig de Sant Antoni                                                                   | BCIL 2013 | Obra popular XIX                                  | Tarragona Pg. de Sant Antoni                                   | 41° 07′ 05″ N, 1° 15′ 38″ E / 41.118127°N,1.260477°E | IPA-12405 | Passeig de Sant Antoni (Tarragona) · Vegeu més fotos d'aquest monument · Carregueu una nova foto d'aquest monument                                |
| Baluard i passeig de Saavedra                                                            | BCIL 2013 | Obra popular XVII-XVIII                           | Tarragona Via de l'Imperi Romà, antic passeig de Saavedra      | 41° 07′ 05″ N, 1° 15′ 14″ E / 41.117921°N,1.253938°E | IPA-12407 | Baluard i passeig de Saavedra (Tarragona) · Vegeu més fotos d'aquest monument · Carregueu una nova foto d'aquest monument                         |
| Església de la Trinitat, o ex-convent dels Trinitaris                                    | BCIL 2013 | Barroc XVII, XIX                                  | Tarragona Pl. del Rei, 8                                       | 41° 07′ 01″ N, 1° 15′ 30″ E / 41.1169°N,1.258388°E   | IPA-12408 | Església de la Trinitat (Tarragona) · Vegeu més fotos d'aquest monument · Carregueu una nova foto d'aquest monument                               |
| Església de Sant Miquel del Pla                                                          | BCIL 2013 | Obra popular XI, XVIII                            | Tarragona C. Misser Sitges - c. d'en Gai - c. Albinyana        | 41° 07′ 07″ N, 1° 15′ 22″ E / 41.118729°N,1.256014°E | IPA-12409 | Església de Sant Miquel del Pla (Tarragona) · Vegeu més fotos d'aquest monument · Carregueu una nova foto d'aquest monument                       |
| Antic convent dels Pares Carmelites Descalços                                            | BCIL 2013 | Barroc XVII                                       | Tarragona C. del Carme, 5-9                                    | 41° 07′ 09″ N, 1° 15′ 23″ E / 41.119116°N,1.256495°E | IPA-12410 | Antic convent dels Pares Carmelites Descalços (Tarragona) · Vegeu més fotos d'aquest monument · Carregueu una nova foto d'aquest monument         |
| Convent i església de les Carmelites Descalces                                           | BCIL 2013 | Rococó XVIII                                      | Tarragona C. del Carme - c. de la Guitarra - c. Misser Nogués  | 41° 07′ 09″ N, 1° 15′ 24″ E / 41.11903°N,1.256751°E  | IPA-12411 | Convent i església de les Carmelites Descalces (Tarragona) · Vegeu més fotos d'aquest monument · Carregueu una nova foto d'aquest monument        |
| Capella de Sant Magí                                                                     | BCIL 2013 | Obra popular XVIII                                | Tarragona Portal del Carro, 10                                 | 41° 07′ 13″ N, 1° 15′ 36″ E / 41.120168°N,1.260091°E | IPA-12413 | Capella de Sant Magí (Tarragona) · Vegeu més fotos d'aquest monument · Carregueu una nova foto d'aquest monument                                  |
| Casa de la Pia Almoina o Casa Rectoral                                                   | BCIL 2013 | Gòtic XIV, XVI                                    | Tarragona Pla de la Seu, 4-10                                  | 41° 07′ 07″ N, 1° 15′ 28″ E / 41.118543°N,1.257827°E | IPA-12426 | Casa de la Pia Almoina (Tarragona) · Vegeu més fotos d'aquest monument · Carregueu una nova foto d'aquest monument                                |
| Palau de la Cambreria o Casa Balcells, Casa del Cambrer                                  | BCIL 2013 | Gòtic XII, XV                                     | Tarragona Pla de la Seu, 3-7                                   | 41° 07′ 07″ N, 1° 15′ 27″ E / 41.118729°N,1.257463°E | IPA-12427 | Palau de la Cambreria (Tarragona) · Vegeu més fotos d'aquest monument · Carregueu una nova foto d'aquest monument                                 |
| Antic Hospital de Santa Tecla, Consell Comarcal del Tarragonès                           | BCIL 2013 | Romànic, gòtic tardà XII, XV                      | Tarragona C. de les Coques, 3                                  | 41° 07′ 09″ N, 1° 15′ 31″ E / 41.11909°N,1.25871°E   | IPA-12430 | Antic Hospital de Santa Tecla (Tarragona) · Vegeu més fotos d'aquest monument · Carregueu una nova foto d'aquest monument                         |
| Antiga Casa de les Beates del convent de Sant Domènec, Beateri, ex-convent dels Dominics | BCIL 2013 | Romànic, gòtic XII, XVII                          | Tarragona Pl. Pallol, 4-6                                      | 41° 07′ 06″ N, 1° 15′ 19″ E / 41.118295°N,1.255352°E | IPA-12432 | Antiga Casa de les Beates del convent de Sant Domènec (Tarragona) · Vegeu més fotos d'aquest monument · Carregueu una nova foto d'aquest monument |
| Porxos medievals, o arcs del carrer de la Merceria                                       | BCIL 2013 | Gòtic XIII                                        | Tarragona C. de la Merceria                                    | 41° 07′ 06″ N, 1° 15′ 27″ E / 41.118347°N,1.257629°E | IPA-12433 | Porxos medievalS (Tarragona) · Vegeu més fotos d'aquest monument · Carregueu una nova foto d'aquest monument                                      |
| Arcs medievals del Call Jueu                                                             | BCIL 2013 | Gòtic XIII-XIV                                    | Tarragona C. d'en Talavera, 1 - pl. dels Àngels, 23            | 41° 07′ 02″ N, 1° 15′ 32″ E / 41.117256°N,1.258946°E | IPA-12434 | Arcs medievals del Call Jueu (Tarragona) · Vegeu més fotos d'aquest monument · Carregueu una nova foto d'aquest monument                          |
| Palau del Governador o Palau de la Generalitat                                           | BCIL 2013 | Gòtic tardà XIV                                   | Tarragona C. Riudecols - c. Major - c. Cavallers               | 41° 07′ 03″ N, 1° 15′ 24″ E / 41.117525°N,1.256738°E | IPA-12435 | Palau del Governador (Tarragona) · Vegeu més fotos d'aquest monument · Carregueu una nova foto d'aquest monument                                  |
| Casal dels Cescomes                                                                      | BCIL 2013 | Obra popular XIV                                  | Tarragona C. de la Nau - c. de la Destral                      | 41° 07′ 02″ N, 1° 15′ 25″ E / 41.117171°N,1.257063°E | IPA-12436 | Casal dels Cescomes (Tarragona) · Vegeu més fotos d'aquest monument · Carregueu una nova foto d'aquest monument                                   |
| Edifici d'habitatges al carrer Santa Anna, 7                                             | BCIL 2013 | Obra popular XVII                                 | Tarragona C. Santa Anna, 7                                     | 41° 07′ 03″ N, 1° 15′ 32″ E / 41.117517°N,1.258868°E | IPA-12437 | Edifici d'habitatges al carrer Santa Anna, 7 (Tarragona) · Vegeu més fotos d'aquest monument · Carregueu una nova foto d'aquest monument          |
| Edifici al carrer Misser Sitges, 11                                                      | BCIL 2013 | Obra popular Medieval                             | Tarragona C. Misser Sitges, 11                                 | 41° 07′ 06″ N, 1° 15′ 23″ E / 41.118293°N,1.256465°E | IPA-12438 | Edifici al carrer Misser Sitges, 11 (Tarragona) · Vegeu més fotos d'aquest monument · Carregueu una nova foto d'aquest monument                   |
| Casa Monravà                                                                             | BCIL 2013 | Obra popular XVI                                  | Tarragona C. del Comte, 9                                      | 41° 07′ 06″ N, 1° 15′ 21″ E / 41.118232°N,1.255746°E | IPA-12439 | Casa Monravà (Tarragona) · Vegeu més fotos d'aquest monument · Carregueu una nova foto d'aquest monument                                          |
| Antic Casal de Santes Creus, o Casa Satorres                                             | BCIL 2013 | Obra popular XVI                                  | Tarragona C. d'en Granada, 6                                   | 41° 07′ 05″ N, 1° 15′ 35″ E / 41.117933°N,1.259809°E | IPA-12440 | Antic Casal de Santes Creus (Tarragona) · Vegeu més fotos d'aquest monument · Carregueu una nova foto d'aquest monument                           |
| Antic Casal de Poblet, o Fonda Acuario                                                   | BCIL 2013 | Obra popular XVI                                  | Tarragona C. d'en Granada, 1                                   | 41° 07′ 03″ N, 1° 15′ 35″ E / 41.117513°N,1.259691°E | IPA-12441 | Antic Casal de Poblet (Tarragona) · Vegeu més fotos d'aquest monument · Carregueu una nova foto d'aquest monument                                 |
| Antiga Casa del Degà, o Casa Quintana                                                    | BCIL 2013 | Obra popular XVI                                  | Tarragona C. Escrivanies Velles, 6                             | 41° 07′ 08″ N, 1° 15′ 26″ E / 41.118820°N,1.257122°E | IPA-12442 | Antiga Casa del Degà (Tarragona) · Vegeu més fotos d'aquest monument · Carregueu una nova foto d'aquest monument                                  |
| Antic Ajuntament, ex-Conservatori Professional de Música                                 | BCIL 2013 | Obra popular XVII                                 | Tarragona C. Major, 39                                         | 41° 07′ 05″ N, 1° 15′ 27″ E / 41.118187°N,1.257425°E | IPA-12443 | Antic Ajuntament (Tarragona) · Vegeu més fotos d'aquest monument · Carregueu una nova foto d'aquest monument                                      |
| Edifici Cantó d'en Barberà                                                               | BCIL 2013 | Gòtic tardà XVI                                   | Tarragona C. de l'Abat - c. Riudecols                          | 41° 07′ 05″ N, 1° 15′ 24″ E / 41.118014°N,1.256749°E | IPA-12444 | Edifici Cantó d'en Barberà (Tarragona) · Vegeu més fotos d'aquest monument · Carregueu una nova foto d'aquest monument                            |
| Antiga Casa del Consolat Tarragoní                                                       | BCIL 2013 | Obra popular XVII                                 | Tarragona C. Escrivanies Velles, 13                            | 41° 07′ 07″ N, 1° 15′ 27″ E / 41.118529°N,1.257414°E | IPA-12445 | Antiga Casa del Consolat Tarragoní (Tarragona) · Vegeu més fotos d'aquest monument · Carregueu una nova foto d'aquest monument                    |
| Edifici d'habitatges al carrer Santa Anna, 13                                            | BCIL 2013 | Obra popular XVII                                 | Tarragona C. Santa Anna, 13 - pl. Fòrum - c. d'en Talavera     | 41° 07′ 03″ N, 1° 15′ 32″ E / 41.117636°N,1.259002°E | IPA-12446 | Edifici d'habitatges al carrer Santa Anna, 13 (Tarragona) · Vegeu més fotos d'aquest monument · Carregueu una nova foto d'aquest monument         |
| Cal Sefus                                                                                | BCIL 2013 | Gòtic tardà, Renaixement XVII                     | Tarragona Pl. Pallol - Baixada del Roser                       | 41° 07′ 06″ N, 1° 15′ 18″ E / 41.118415°N,1.255103°E | IPA-12447 | Cal Sefus (Tarragona) · Vegeu més fotos d'aquest monument · Carregueu una nova foto d'aquest monument                                             |
| Edifici al carrer Notari Albinyana                                                       | BCIL 2013 | Obra popular XVII                                 | Tarragona C. Notari Albinyana - c. Civaderia, 4                | 41° 07′ 09″ N, 1° 15′ 22″ E / 41.119039°N,1.256117°E | IPA-12448 | Edifici al carrer Notari Albinyana (Tarragona) · Vegeu més fotos d'aquest monument · Carregueu una nova foto d'aquest monument                    |
| Ca l'Abadessa, Casa Gibert                                                               | BCIL 2013 | Gòtic tardà XVI                                   | Tarragona C. del Comte, 11-13                                  | 41° 07′ 06″ N, 1° 15′ 21″ E / 41.118353°N,1.255861°E | IPA-12449 | Ca l'Abadessa (Tarragona) · Vegeu més fotos d'aquest monument · Carregueu una nova foto d'aquest monument                                         |
| Casa Ixart                                                                               | BCIL 2013 | Gòtic tardà, eclecticisme XVII                    | Tarragona C. Cavallers, 12                                     | 41° 07′ 04″ N, 1° 15′ 20″ E / 41.117741°N,1.255655°E | IPA-12450 | Casa Ixart (Tarragona) · Vegeu més fotos d'aquest monument · Carregueu una nova foto d'aquest monument                                            |
| Casa Foixà                                                                               | BCIL 2013 | Barroc XIV, XVIII                                 | Tarragona C. Cavallers, 11                                     | 41° 07′ 04″ N, 1° 15′ 22″ E / 41.117725°N,1.256036°E | IPA-12451 | Casa Foixà (Tarragona) · Vegeu més fotos d'aquest monument · Carregueu una nova foto d'aquest monument                                            |
| Casa de l'Abat                                                                           | BCIL 2013 | Obra popular XIX                                  | Tarragona C. de l'Abat, 4-6                                    | 41° 07′ 05″ N, 1° 15′ 26″ E / 41.117965°N,1.257087°E | IPA-12452 | Casa de l'Abat (Tarragona) · Vegeu més fotos d'aquest monument · Carregueu una nova foto d'aquest monument                                        |
| Casa Batlle                                                                              | BCIL 2013 | Eclecticisme XIX                                  | Tarragona C. Cavallers, 6 - c. Ferrers                         | 41° 07′ 03″ N, 1° 15′ 22″ E / 41.117527°N,1.256178°E | IPA-12454 | Casa Batlle (Tarragona) · Vegeu més fotos d'aquest monument · Carregueu una nova foto d'aquest monument                                           |
| Habitatge al carrer Enrajolat, 18                                                        | BCIL 2013 | Barroc XVII                                       | Tarragona C. Enrajolat, 18 - c. de la Nau, 17                  | 41° 07′ 00″ N, 1° 15′ 28″ E / 41.11663°N,1.257642°E  | IPA-12455 | Habitatge al carrer Enrajolat, 18 (Tarragona) · Vegeu més fotos d'aquest monument · Carregueu una nova foto d'aquest monument                     |
| Casa dels Barons de les Quatre Torres, o Torre Morenes                                   | BCIL 2013 | Obra popular XVIII                                | Tarragona C. de la Nau, 1 - c. Major                           | 41° 07′ 02″ N, 1° 15′ 24″ E / 41.117222°N,1.256674°E | IPA-12456 | Casa dels Barons de les Quatre Torres (Tarragona) · Vegeu més fotos d'aquest monument · Carregueu una nova foto d'aquest monument                 |
| Edifici al carrer Portella, 19                                                           | BCIL 2013 | Obra popular XIX                                  | Tarragona C. Portella, 19 - pg. Sant Antoni, 19                | 41° 07′ 02″ N, 1° 15′ 34″ E / 41.117103°N,1.259349°E | IPA-12457 | Edifici al carrer Portella, 19 (Tarragona) · Vegeu més fotos d'aquest monument · Carregueu una nova foto d'aquest monument                        |
| Casa Montoliu                                                                            | BCIL 2013 | Gòtic, Neoclassicisme XIV                         | Tarragona C. Cavallers, 8-10                                   | 41° 07′ 04″ N, 1° 15′ 21″ E / 41.117666°N,1.255859°E | IPA-12458 | Casa Montoliu (Tarragona) · Vegeu més fotos d'aquest monument · Carregueu una nova foto d'aquest monument                                         |
| Museu d'Art Modern de Tarragona, Casa Martí                                              | BCIL 2013 | Obra popular XVIII                                | Tarragona C. Santa Anna, 8                                     | 41° 07′ 02″ N, 1° 15′ 30″ E / 41.117203°N,1.258433°E | IPA-12460 | Museu d'Art Modern de Tarragona · Vegeu més fotos d'aquest monument · Carregueu una nova foto d'aquest monument                                   |
| L'Antiquari                                                                              | BCIL 2013 | Obra popular                                      | Tarragona C. Santa Anna, 3-5                                   | 41° 07′ 02″ N, 1° 15′ 31″ E / 41.117278°N,1.258683°E | IPA-12461 | L'Antiquari (Tarragona) · Vegeu més fotos d'aquest monument · Carregueu una nova foto d'aquest monument                                           |
| Casa Castellarnau, Museu d'Història de Tarragona                                         | BCIL 2013 | Gòtic, Barroc XVII, XVIII, XIX                    | Tarragona C. Cavallers, 14                                     | 41° 07′ 04″ N, 1° 15′ 19″ E / 41.117808°N,1.255378°E | IPA-12462 | Casa Castellarnau (Tarragona) · Vegeu més fotos d'aquest monument · Carregueu una nova foto d'aquest monument                                     |
| Cal Pobre, o antiga Casa Bertran                                                         | BCIL 2013 | Obra popular XVIII                                | Tarragona C. dels Descalços, 6                                 | 41° 07′ 07″ N, 1° 15′ 37″ E / 41.118709°N,1.260225°E | IPA-12463 | Cal Pobre (Tarragona) · Vegeu més fotos d'aquest monument · Carregueu una nova foto d'aquest monument                                             |
| Casa Canals                                                                              | BCIL 2013 | Eclecticisme XVII                                 | Tarragona C. d'en Granada, 11                                  | 41° 07′ 05″ N, 1° 15′ 36″ E / 41.118097°N,1.260059°E | IPA-12464 | Casa Canals (Tarragona) · Vegeu més fotos d'aquest monument · Carregueu una nova foto d'aquest monument                                           |
| Església i convent de l'Ensenyança                                                       | BCIL 2013 | Obra popular XVII                                 | Tarragona Arc de Sant Llorenç, 2                               | 41° 07′ 11″ N, 1° 15′ 33″ E / 41.119733°N,1.259144°E | IPA-12465 | Església i convent de l'Ensenyança (Tarragona) · Vegeu més fotos d'aquest monument · Carregueu una nova foto d'aquest monument                    |
| Casa dels Concilis                                                                       | BCIL 2013 | Obra popular XVI                                  | Tarragona C. de les Coques, al costat de l'antic Hospital Vell | 41° 07′ 08″ N, 1° 15′ 31″ E / 41.118816°N,1.258519°E | IPA-12466 | Casa dels Concilis (Tarragona) · Vegeu més fotos d'aquest monument · Carregueu una nova foto d'aquest monument                                    |
| Casa Satorres                                                                            | BCIL 2013 | Obra popular XIX                                  | Tarragona C. d'en Granada, 4                                   | 41° 07′ 04″ N, 1° 15′ 35″ E / 41.117795°N,1.259697°E | IPA-12467 | Casa Satorres (Tarragona) · Vegeu més fotos d'aquest monument · Carregueu una nova foto d'aquest monument                                         |
| Casa Miquel Aleu, Casa Fortuny, antiga Casa Llorach, Casa Mallol                         | BCIL 2013 | Eclecticisme XVIII                                | Tarragona C. d'en Granada, 5                                   | 41° 07′ 04″ N, 1° 15′ 35″ E / 41.117705°N,1.259812°E | IPA-12468 | Casa Miquel Aleu (Tarragona) · Vegeu més fotos d'aquest monument · Carregueu una nova foto d'aquest monument                                      |
| Casa de Joaquim Punyed, antiga Casa Figuerola, Casa Martí Campanya                       | BCIL 2013 | Eclecticisme XVIII                                | Tarragona C. d'en Granada, 7                                   | 41° 07′ 04″ N, 1° 15′ 36″ E / 41.11786°N,1.259893°E  | IPA-12469 | Casa de Joaquim Punyed (Tarragona) · Vegeu més fotos d'aquest monument · Carregueu una nova foto d'aquest monument                                |
| Casa Company, antiga Casa Escolà                                                         | BCIL 2013 | Obra popular XVIII                                | Tarragona C. d'en Granada, 3                                   | 41° 07′ 03″ N, 1° 15′ 35″ E / 41.117591°N,1.259732°E | IPA-12470 | Casa Company (Tarragona) · Vegeu més fotos d'aquest monument · Carregueu una nova foto d'aquest monument                                          |
| Palau Arquebisbal                                                                        | BCIL 2013 | Neoclassicisme XIX                                | Tarragona Pla de Palau, 2-4                                    | 41° 07′ 12″ N, 1° 15′ 26″ E / 41.119881°N,1.257339°E | IPA-12471 | Palau Arquebisbal (Tarragona) · Vegeu més fotos d'aquest monument · Carregueu una nova foto d'aquest monument                                     |
| Edifici al carrer Sant Llorenç, 10-12                                                    | BCIL 2013 | Neoclassicisme-Romàntic XIX                       | Tarragona C. Sant Llorenç, 10-12                               | 41° 07′ 07″ N, 1° 15′ 32″ E / 41.118533°N,1.258975°E | IPA-12472 | Edifici al carrer Sant Llorenç, 10-12 (Tarragona) · Vegeu més fotos d'aquest monument · Carregueu una nova foto d'aquest monument                 |
| Ajuntament i Diputació, antic Convent de Sant Domènec                                    | BCIL 2013 | Eclecticisme XIX                                  | Tarragona Pl. de la Font, 1                                    | 41° 07′ 03″ N, 1° 15′ 16″ E / 41.117367°N,1.254314°E | IPA-12473 | Ajuntament i Diputació (Tarragona) · Vegeu més fotos d'aquest monument · Carregueu una nova foto d'aquest monument                                |
| Seminari Pontifici                                                                       | BCIL 2013 | Historicisme XIX                                  | Tarragona Pg. Arqueològic - c. Sant Pau                        | 41° 07′ 12″ N, 1° 15′ 31″ E / 41.120063°N,1.258578°E | IPA-12476 | Seminari Pontifici (Tarragona) · Vegeu més fotos d'aquest monument · Carregueu una nova foto d'aquest monument                                    |
| Antic Jutjat, Escola Nàutica, torre romana i antiga Audiència                            | BCIL 2013 | Neoclassicisme Ramon Salas Ricomà XIX             | Tarragona Pl. Pallol                                           | 41° 07′ 05″ N, 1° 15′ 18″ E / 41.118185°N,1.254909°E | IPA-12478 | Antic Jutjat (Tarragona) · Vegeu més fotos d'aquest monument · Carregueu una nova foto d'aquest monument                                          |
| Casa dels Canonges                                                                       | BCIL 2013 | Historicisme XIX                                  | Tarragona Pla de Palau, 1-3                                    | 41° 07′ 11″ N, 1° 15′ 27″ E / 41.119685°N,1.257473°E | IPA-12480 | Casa dels Canonges (Tarragona) · Vegeu més fotos d'aquest monument · Carregueu una nova foto d'aquest monument                                    |
| Asil de l'Esperit Sant, o Convent de les Oblates, antiga Casa Alemany                    | BCIL 2013 | Obra popular XIX                                  | Tarragona Portal del Carro, 13                                 | 41° 07′ 12″ N, 1° 15′ 36″ E / 41.119929°N,1.260013°E | IPA-12482 | Asil de l'Esperit Sant (Tarragona) · Vegeu més fotos d'aquest monument · Carregueu una nova foto d'aquest monument                                |
| Casa d'en Bartolomé Baró                                                                 | BCIL 2013 | Eclecticisme XIX Final                            | Tarragona C. Portella, 15                                      | 41° 07′ 01″ N, 1° 15′ 33″ E / 41.116923°N,1.259241°E | IPA-12492 | Casa d'en Bartolomé Baró (Tarragona) · Vegeu més fotos d'aquest monument · Carregueu una nova foto d'aquest monument                              |
| Casa d'en Tomàs Brull, Casa Torres, Reial Societat Arqueològica, La Caixa                | BCIL 2013 | Eclecticisme XIX Final                            | Tarragona C. Major, 35                                         | 41° 07′ 05″ N, 1° 15′ 26″ E / 41.117987°N,1.25728°E  | IPA-12494 | Casa d'en Tomàs Brull (Tarragona) · Vegeu més fotos d'aquest monument · Carregueu una nova foto d'aquest monument                                 |
| Casa d'en Joan Olivé Guardiola, Casa Iglesias                                            | BCIL 2013 | Neoclassicisme-romàntic XIX                       | Tarragona C. de la Nau, 13                                     | 41° 07′ 00″ N, 1° 15′ 27″ E / 41.116805°N,1.257377°E | IPA-12498 | Casa d'en Joan Olivé Guardiola (Tarragona) · Vegeu més fotos d'aquest monument · Carregueu una nova foto d'aquest monument                        |
| Escorxador municipal, Rectorat de la Universitat Rovira i Virgili                        | BCIL 2013 | Modernisme Josep Maria Pujol de Barberà XX (1902) | Tarragona C. Antoni Puig d'en Sitges                           | 41° 07′ 11″ N, 1° 15′ 38″ E / 41.119644°N,1.260526°E | IPA-12503 | Escorxador municipal (Tarragona) · Vegeu més fotos d'aquest monument · Carregueu una nova foto d'aquest monument                                  |
| Casa Ximenis                                                                             | BCIL 2013 | Modernisme Josep M. Jujol XX (1914)               | Tarragona Via de l'Imperi Romà, 17                             | 41° 07′ 05″ N, 1° 15′ 16″ E / 41.118107°N,1.254483°E | IPA-12513 | Casa Ximenis (Tarragona) · Vegeu més fotos d'aquest monument · Carregueu una nova foto d'aquest monument                                          |
| Casa Elias                                                                               | BCIL 2013 | Barroc, obra popular XX                           | Tarragona C. de les Coques, 11                                 | 41° 07′ 10″ N, 1° 15′ 32″ E / 41.11939°N,1.259007°E  | IPA-12517 | Casa Elias (Tarragona) · Vegeu més fotos d'aquest monument · Carregueu una nova foto d'aquest monument                                            |
| Casa de Calixte Boldú                                                                    | BCIL 2013 | Eclecticisme XIX                                  | Tarragona Via de l'Imperi Romà, 11 - pg. Saavedra, 11          | 41° 07′ 03″ N, 1° 15′ 13″ E / 41.117632°N,1.253549°E | IPA-12524 | Casa de Calixte Boldú (Tarragona) · Vegeu més fotos d'aquest monument · Carregueu una nova foto d'aquest monument                                 |
| Casa Malé                                                                                | BCIL 2013 | Racionalisme XX (1930)                            | Tarragona Rambla Vella, 15 - c. Portalet, 8                    | 41° 06′ 59″ N, 1° 15′ 21″ E / 41.116272°N,1.25573°E  | IPA-12540 | Casa Malé (Tarragona) · Vegeu més fotos d'aquest monument · Carregueu una nova foto d'aquest monument                                             |
| Casa de Magdalena Betbesé Rodés de Sanjuan, Casa Calvet, antics Magatzems El Faro        | BCIL 2013 | Racionalisme XX                                   | Tarragona Pl. de la Font - c. Cos del Bou                      | 41° 07′ 00″ N, 1° 15′ 22″ E / 41.116662°N,1.25599°E  | IPA-12549 | Casa de Magdalena Betbesé Rodés de Sanjuan (Tarragona) · Vegeu més fotos d'aquest monument · Carregueu una nova foto d'aquest monument            |
| Font d'Armanyà, Font del jardí de Cal Pobre                                              | BCIL 2013 | Barroc XVIII                                      | Tarragona Pl. Sant Antoni, 2                                   | 41° 07′ 07″ N, 1° 15′ 37″ E / 41.118586°N,1.260362°E | IPA-12559 | Font d'Armanyà (Tarragona) · Vegeu més fotos d'aquest monument · Carregueu una nova foto d'aquest monument                                        |
| Ca la Garsa                                                                              | BCIL 2006 | Gòtic XIII                                        | Tarragona Pl. dels Àngels, 23                                  | 41° 07′ 02″ N, 1° 15′ 32″ E / 41.117183°N,1.258937°E | IPA-30873 | Ca la Garsa (Tarragona) · Vegeu més fotos d'aquest monument · Carregueu una nova foto d'aquest monument                                           |
| Seu de la Colla Jove Xiquets de Tarragona                                                | BCIL 2013 | Historicisme XIX                                  | Tarragona Cos del Bou, 25 - Baixada de la Pescateria, 2        | 41° 06′ 58″ N, 1° 15′ 24″ E / 41.116240°N,1.256782°E | IPA-42322 | Seu de la Colla Jove Xiquets de Tarragona · Vegeu més fotos d'aquest monument · Carregueu una nova foto d'aquest monument                         |
| Carrer de les Coques                                                                     | BCIL 2013 |                                                   | Tarragona C. de les Coques                                     | 41° 07′ 09″ N, 1° 15′ 31″ E / 41.119097°N,1.258619°E | IPA-42323 | Carrer de les Coques (Tarragona) · Vegeu més fotos d'aquest monument · Carregueu una nova foto d'aquest monument                                  |
| Col·legi d'Arquitectes                                                                   | BCIL 2013 |                                                   | Tarragona C. Sant Llorenç, 20-22 - c. Santa Tecla, 6-8         | 41° 07′ 08″ N, 1° 15′ 33″ E / 41.118908°N,1.259262°E | IPA-42325 | Col·legi d'Arquitectes (Tarragona) · Vegeu més fotos d'aquest monument · Carregueu una nova foto d'aquest monument                                |
| Torre Arandes                                                                            | BCIL 2013 | Medieval                                          | Tarragona C. Ferrers, 18                                       | 41° 07′ 02″ N, 1° 15′ 23″ E / 41.117228°N,1.256274°E | IPA-42326 | Torre Arandes (Tarragona) · Vegeu més fotos d'aquest monument · Carregueu una nova foto d'aquest monument                                         |
| Corredor elevat del carrer Riudecols                                                     | BCIL 2013 |                                                   | Tarragona C. Riudecols, 1                                      | 41° 07′ 04″ N, 1° 15′ 24″ E / 41.117805°N,1.256614°E | IPA-42328 | Corredor elevat del carrer Riudecols (Tarragona) · Vegeu més fotos d'aquest monument · Carregueu una nova foto d'aquest monument                  |
| Casa de Baldiri Vila i Ventura, Columnata                                                | BCIL 2013 | XIX                                               | Tarragona Pl. d'en Rovellat, 10 - Arc Sant Bernat, 3           | 41° 07′ 03″ N, 1° 15′ 34″ E / 41.117635°N,1.259462°E | IPA-42330 | Casa de Baldiri Vila i Ventura (Tarragona) · Vegeu més fotos d'aquest monument · Carregueu una nova foto d'aquest monument                        |
| Casa de Josep Antoni de Castellví                                                        | BCIL 2013 |                                                   | Tarragona C. Civaderia, 38 - Pl. de Santiago Rusiñol, 2        | 41° 07′ 07″ N, 1° 15′ 26″ E / 41.118509°N,1.257101°E | IPA-42331 | Casa de Josep Antoni de Castellví (Tarragona) · Vegeu més fotos d'aquest monument · Carregueu una nova foto d'aquest monument                     |
| Carrer d'en Granada                                                                      | BCIL 2013 | Medieval                                          | Tarragona C. Granada                                           | 41° 07′ 05″ N, 1° 15′ 36″ E / 41.118041°N,1.259932°E | IPA-42332 | Carrer d'en Granada (Tarragona) · Vegeu més fotos d'aquest monument · Carregueu una nova foto d'aquest monument                                   |
| Carrer Major                                                                             | BCIL 2013 | Medieval                                          | Tarragona C. Major                                             | 41° 07′ 04″ N, 1° 15′ 25″ E / 41.117728°N,1.256959°E | IPA-42333 | Carrer Major (Tarragona) · Vegeu més fotos d'aquest monument · Carregueu una nova foto d'aquest monument                                          |
| Pla de Palau i carrer de Sant Pau                                                        | BCIL 2013 |                                                   | Tarragona Pla de Palau - c. de Sant Pau                        | 41° 07′ 11″ N, 1° 15′ 27″ E / 41.119803°N,1.257494°E | IPA-42334 | Pla de Palau i carrer de Sant Pau (Tarragona) · Vegeu més fotos d'aquest monument · Carregueu una nova foto d'aquest monument                     |
| Plaça del Pallol                                                                         | BCIL 2013 |                                                   | Tarragona Pl. Pallol                                           | 41° 07′ 05″ N, 1° 15′ 19″ E / 41.118148°N,1.255153°E | IPA-42335 | Plaça del Pallol (Tarragona) · Vegeu més fotos d'aquest monument · Carregueu una nova foto d'aquest monument                                      |
| Pla de la Seu                                                                            | BCIL 2013 |                                                   | Tarragona Pla de la Seu                                        | 41° 07′ 07″ N, 1° 15′ 28″ E / 41.118629°N,1.257695°E | IPA-42336 | Pla de la Seu (Tarragona) · Vegeu més fotos d'aquest monument · Carregueu una nova foto d'aquest monument                                         |
| Plaça del Rei                                                                            | BCIL 2013 |                                                   | Tarragona Pl. del Rei                                          | 41° 07′ 01″ N, 1° 15′ 29″ E / 41.116836°N,1.258136°E | IPA-42337 | Plaça del Rei (Tarragona) · Vegeu més fotos d'aquest monument · Carregueu una nova foto d'aquest monument                                         |
| Carrer del Trinquet Vell i Baixada de la Pescateria                                      | BCIL 2013 |                                                   | Tarragona C. del Trinquet Vell - Baixada de la Pescateria      | 41° 07′ 00″ N, 1° 15′ 25″ E / 41.11677°N,1.25687°E   | IPA-42338 | Carrer del Trinquet Vell i Baixada de la Pescateria (Tarragona) · Vegeu més fotos d'aquest monument · Carregueu una nova foto d'aquest monument   |
| Carrer Cavallers                                                                         | BCIL 2013 |                                                   | Tarragona C. Cavallers - c. Ferrers                            | 41° 07′ 04″ N, 1° 15′ 21″ E / 41.117709°N,1.255905°E | IPA-42339 | Carrer Cavallers (Tarragona) · Vegeu més fotos d'aquest monument · Carregueu una nova foto d'aquest monument                                      |
| Plaça de Santiago Rusiñol i carrer de la Merceria                                        | BCIL 2013 |                                                   | Tarragona Pl. Santiago Rusiñol - c. Merceria                   | 41° 07′ 06″ N, 1° 15′ 27″ E / 41.118360°N,1.257480°E | IPA-42340 | Plaça de Santiago Rusiñol i carrer de la Merceria (Tarragona) · Vegeu més fotos d'aquest monument · Carregueu una nova foto d'aquest monument     |
| Portal del Carro                                                                         | BCIL 2013 |                                                   | Tarragona C. del Portal del Carro                              | 41° 07′ 11″ N, 1° 15′ 35″ E / 41.119754°N,1.259760°E | IPA-42341 | Portal del Carro (Tarragona) · Vegeu més fotos d'aquest monument · Carregueu una nova foto d'aquest monument                                      |
| Carrer de Santa Tecla                                                                    | BCIL 2013 |                                                   | Tarragona C. Santa Tecla                                       | 41° 07′ 08″ N, 1° 15′ 32″ E / 41.118907°N,1.258984°E | IPA-42342 | Carrer de Santa Tecla (Tarragona) · Vegeu més fotos d'aquest monument · Carregueu una nova foto d'aquest monument                                 |
| Baixada de la Misericòrdia                                                               | BCIL 2013 |                                                   | Tarragona C. de la Baixada de la Misericòrdia                  | 41° 07′ 01″ N, 1° 15′ 22″ E / 41.116982°N,1.256099°E | IPA-42343 | Baixada de la Misericòrdia (Tarragona) · Vegeu més fotos d'aquest monument · Carregueu una nova foto d'aquest monument                            |
| Plaça del Fòrum                                                                          | BCIL 2013 |                                                   | Tarragona Pl. Fòrum                                            | 41° 07′ 05″ N, 1° 15′ 31″ E / 41.117945°N,1.258630°E | IPA-42344 | Plaça del Fòrum (Tarragona) · Vegeu més fotos d'aquest monument · Carregueu una nova foto d'aquest monument                                       |
| Mausoleu de Jaume I                                                                      | BCIL 2013 | Modernisme Lluís Domènech i Montaner XX           | Tarragona Pati dretà de l'Ajuntament, pl. Font 1               | 41° 07′ 03″ N, 1° 15′ 15″ E / 41.117542°N,1.254212°E | IPA-42345 | Mausoleu de Jaume I (Tarragona) · Vegeu més fotos d'aquest monument · Carregueu una nova foto d'aquest monument                                   |
| Fonts de la plaça Santiago Rusiñol                                                       | BCIL 2013 |                                                   | Tarragona Pl. Santiago Rusiñol                                 | 41° 07′ 06″ N, 1° 15′ 27″ E / 41.118395°N,1.257579°E | IPA-42346 | Fonts de la plaça Santiago Rusiñol (Tarragona) · Vegeu més fotos d'aquest monument · Carregueu una nova foto d'aquest monument                    |
| Font de la Pixa                                                                          | BCIL 2013 | XX                                                | Tarragona Pl. Sant Joan, hort de l'arquebisbe                  | 41° 07′ 09″ N, 1° 15′ 22″ E / 41.1193°N,1.256182°E   | IPA-42347 | Font de la Pixa (Tarragona) · Vegeu més fotos d'aquest monument · Carregueu una nova foto d'aquest monument                                       |